# Släpbuss

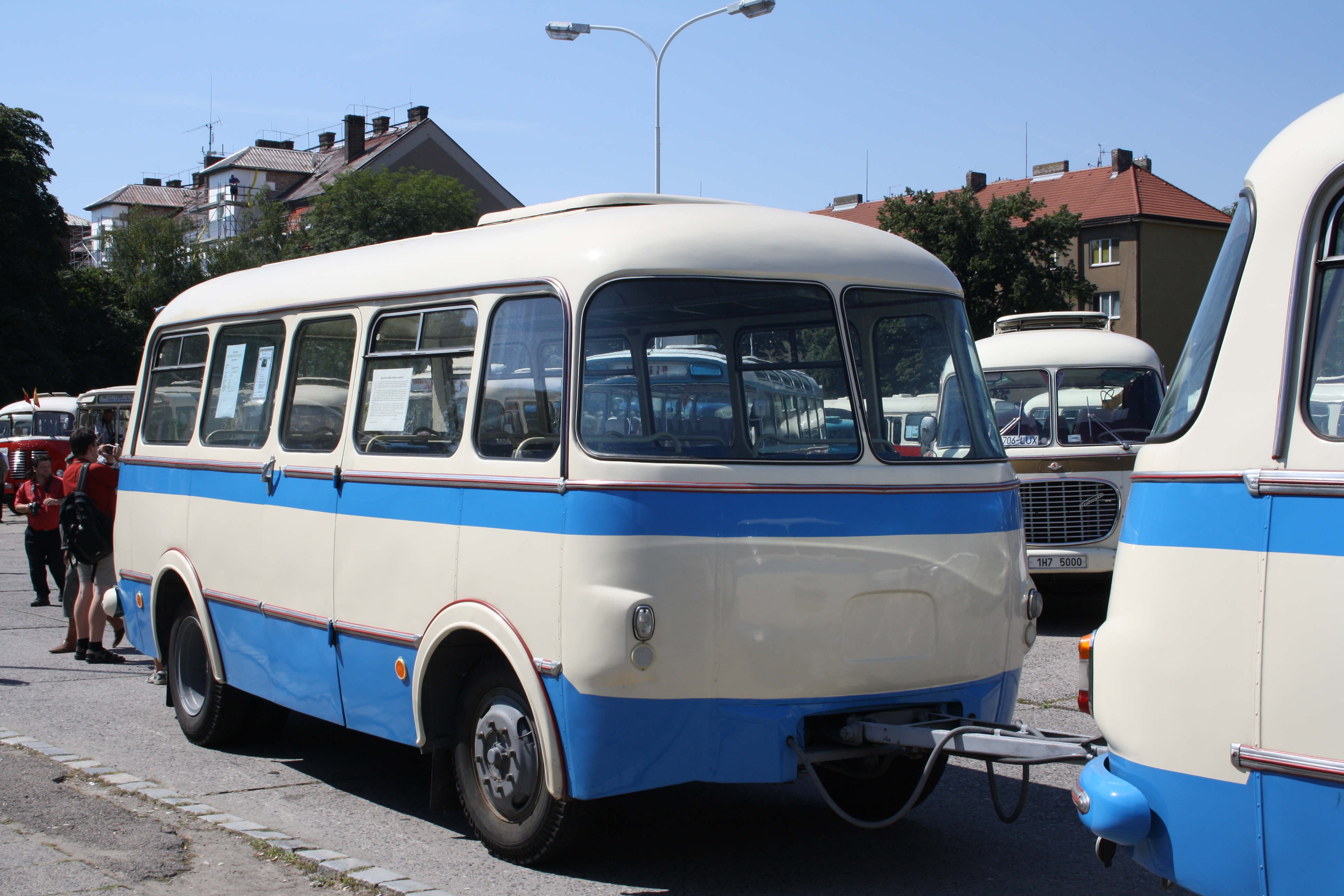
Tjeckiskt bussläp av fabrikat Jelcz Po1E

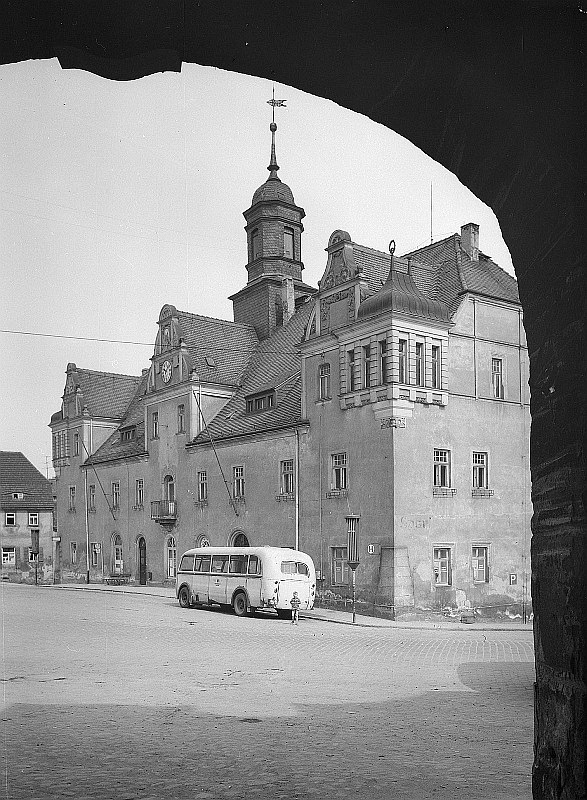
Parkerad släpbuss utanför rådhuset i Lommatzsch i Tyskland

Släpbuss, eller bussläp eller personsläpvagn, är en släpvagn för passagerare att dra efter en buss.
SJ Biltrafik använde släpbussar redan från 1921 i sin busstrafik i Bohuslän. Den första generationen ersattes 1931 av fyra släpbussar, dragna av boggibusser av typ Tidaholm T6.0.60M. Bussarna tog 36 passagerare och släpen 23.
SJ Biltrafik använde bussläp för regional och lokal busstrafik  speciellt efter andra världskriget, då det var brist på bussar och motorer. Ett antal släpbussar köptes från bland andra Hägglund & Söner i Örnsköldsvik och Molinverken i Eskilstuna. 
Släpbussar går normalt i busståg med endast en släpvagn. År 1947 experimenterade dock den svenske ingenjören Gunnar Marden med busståg med tre släpbussar från Molinverken, med ett styrningsarrangemang som innebar medstyrning av alla släpbussarna, vilka styrde med alla fyra hjulen. Var och en av släpbussarna hade plats för 26 passagerare.

## Bildgalleri

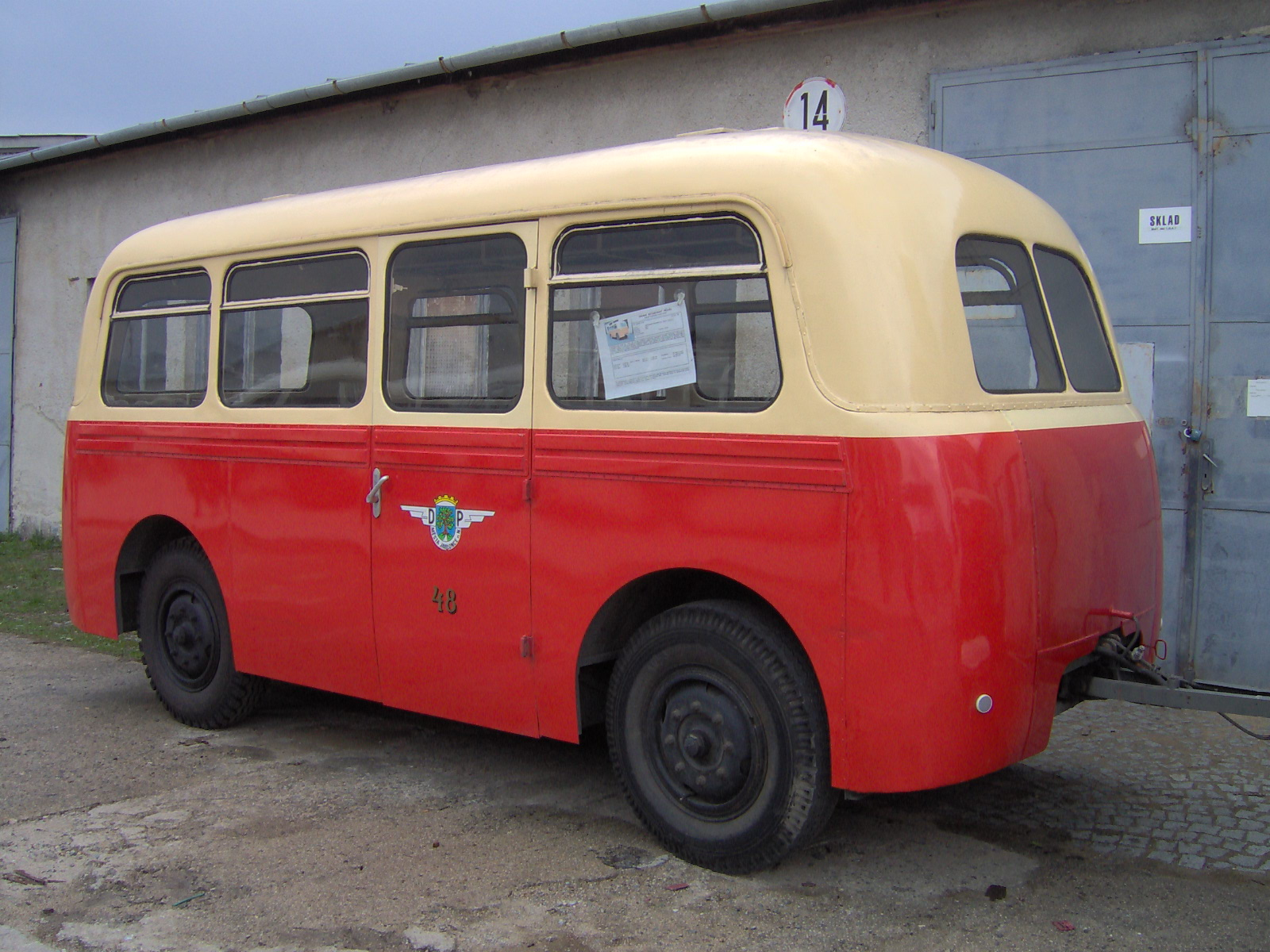
Tjeckisk släpbuss av fabrikat Karosa B40 i Brno
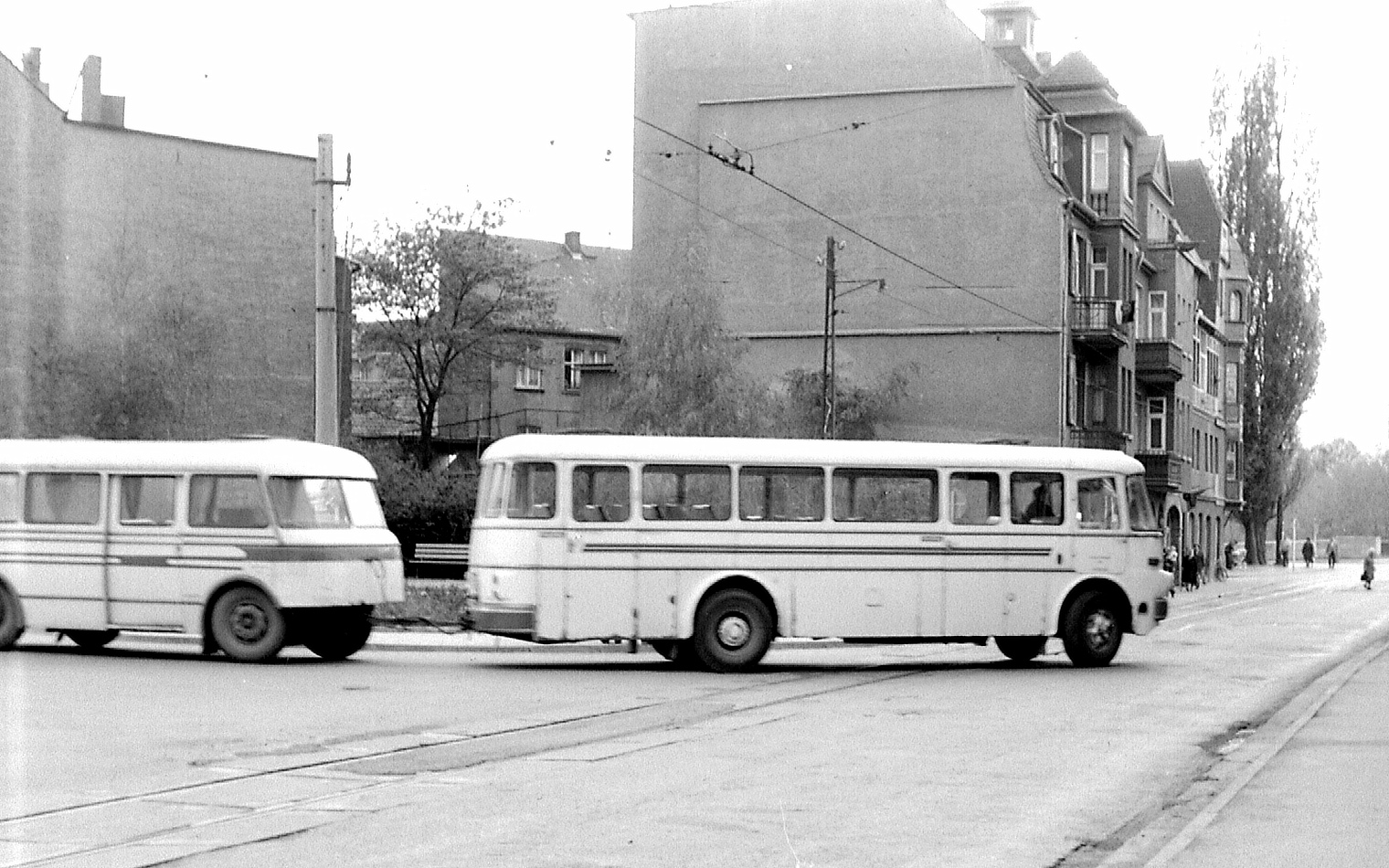
Ikarus-dragbuss med bussläp i Jena, 1977
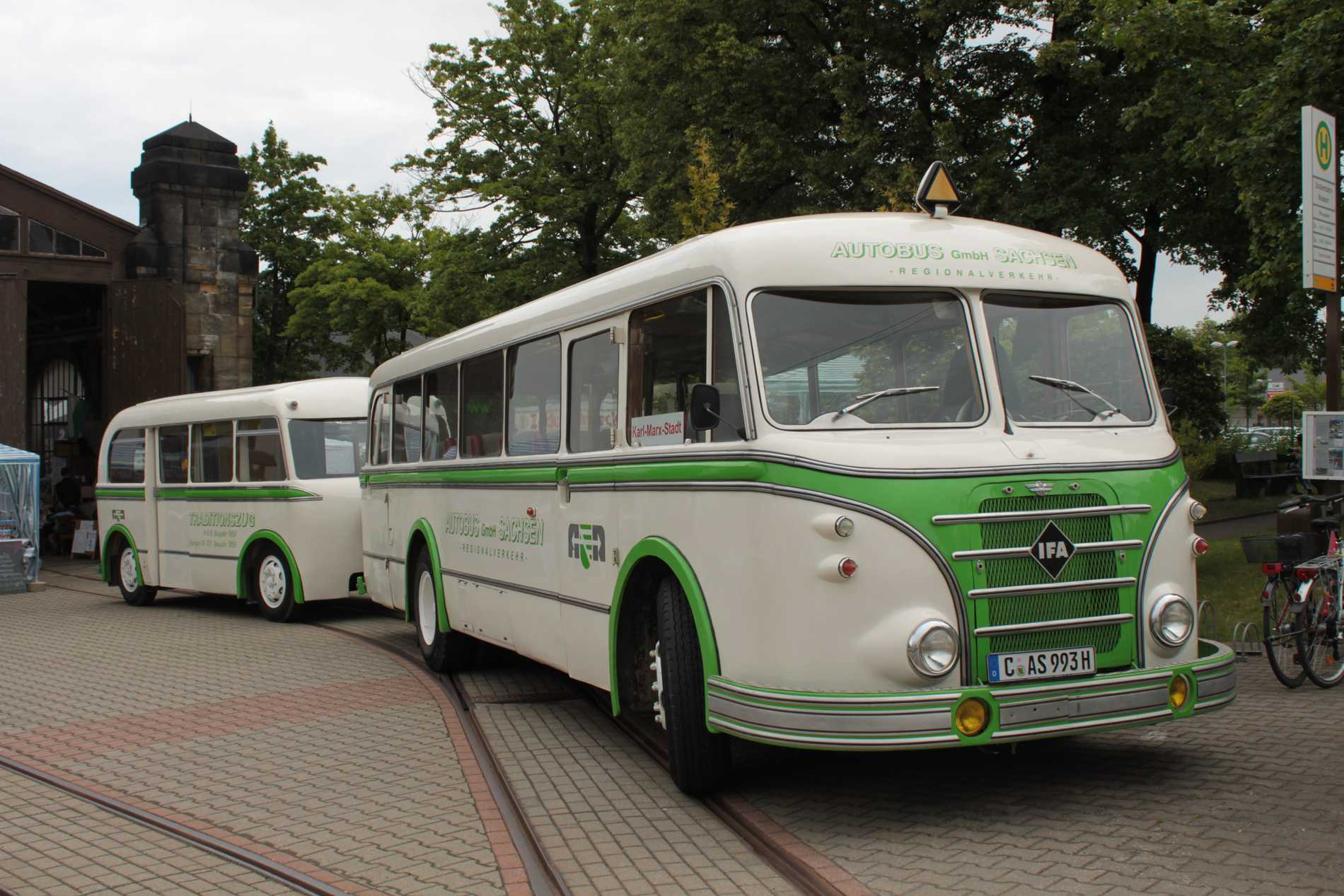
Östtyskt IFA-busståg
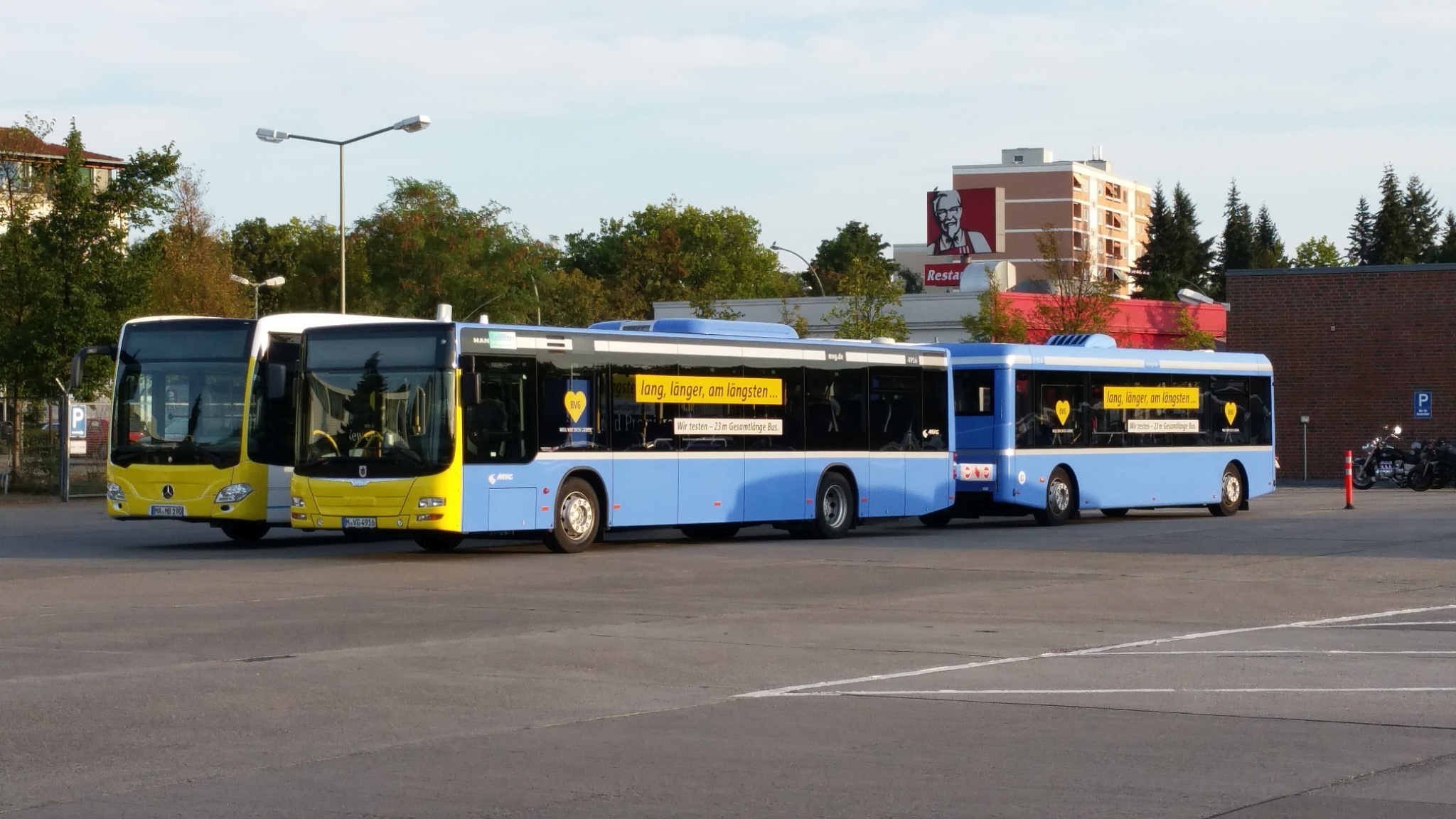
Merceden Benz- och MAN-bussar med släpbussar i trafikförsök i Berlin
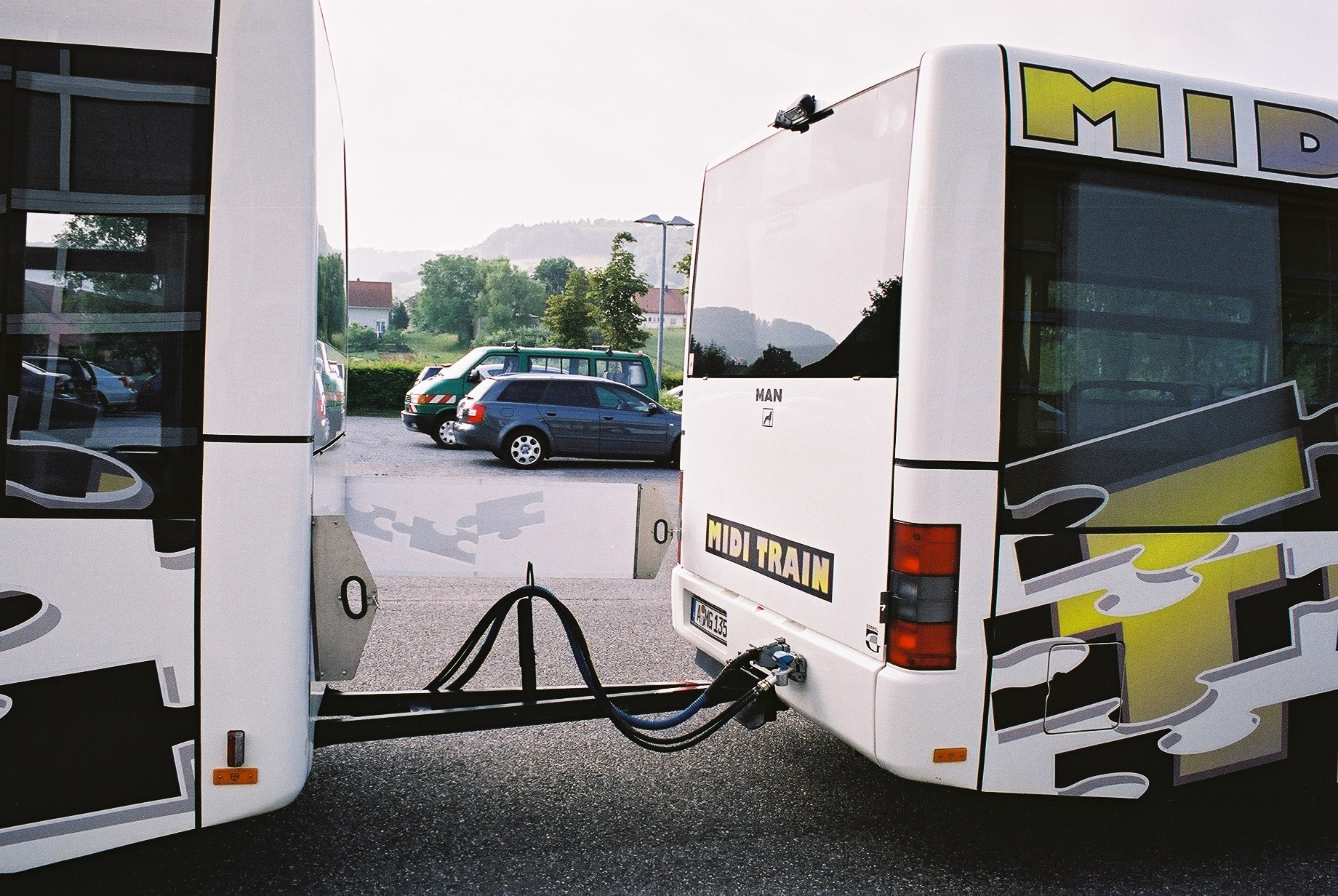
Släpkoppel